# Заремби (Маковський повіт)
Заремби (пол. Zaręby) — село в Польщі, у гміні Карнево Маковського повіту Мазовецького воєводства.
Населення — 167 осіб (2011).
У 1975-1998 роках село належало до Цехановського воєводства.

## Демографія
Демографічна структура станом на 31 березня 2011 року:
|          | Загалом | Допрацездатний вік | Працездатний вік | Постпрацездатний вік |
| -------- | ------- | ------------------ | ---------------- | -------------------- |
| Чоловіки | 92      | 22                 | 62               | 8                    |
| Жінки    | 75      | 13                 | 45               | 17                   |
| Разом    | 167     | 35                 | 107              | 25                   |